# لاري أوكونور (مقدم برامج إذاعية)
لاري أوكونور (بالإنجليزية: Larry O'Connor)‏ هو مقدم برامج إذاعية أمريكي، ولد في 23 يونيو 1967 في ديترويت في الولايات المتحدة.

## وصلات خارجية
- الموقع الرسمي